# Tube pneumatique
 (mai 2015).
Si vous disposez d'ouvrages ou d'articles de référence ou si vous connaissez des sites web de qualité traitant du thème abordé ici, merci de compléter l'article en donnant les références utiles à sa vérifiabilité et en les liant à la section « Notes et références ».

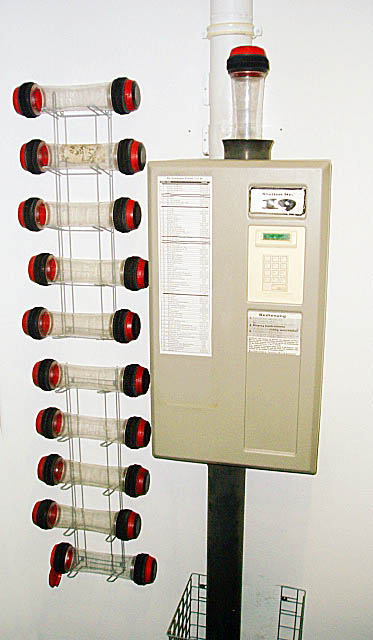
Terminal de pneumatique moderne utilisé dans les banques ou les supermarchés. Des navettes vides se trouvent à la gauche du terminal servant à les injecter dans la canalisation. Dans le haut du terminal, une navette est en partie introduite. Le panier, qui apparaît partiellement dans le bas de la photo, sert à recevoir les navettes.

Un tube pneumatique, appelé aussi transport par tube pneumatique, est un système qui propulse des navettes cylindriques dans un tuyau par différence de pression. Ces navettes servent à transporter des objets ou du courrier.

## Histoire

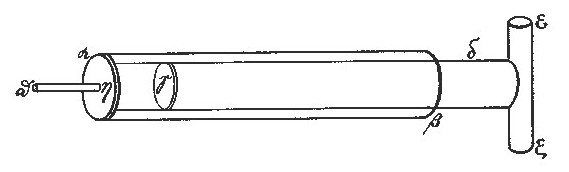
Tube pneumatique, modèle d'après Héron d'Alexandrie.

Le principe du pneumatique est décrit par Héron d'Alexandrie au cours du Ier siècle apr. J.-C.

### AuXIXesiècle: la poste pneumatique
À l'époque victorienne, les pneumatiques sont employés pour transmettre des télégrammes depuis les stations de télégraphe jusque dans les immeubles alentour.
La poste pneumatique, appelée aussi télégraphe pneumatique, télégraphe atmosphérique ou poste atmosphérique, est un système d'acheminement rapide du courrier (plis urgents, télégrammes, sacs de dépêches, lettres et petits paquets) dans des « curseurs » autrefois en fer-blanc, aujourd'hui en plastique (appelés aussi navettes ou cartouches, ce sont des boîtes cylindriques creuses) circulant dans des tubes pressurisés. Il est inventé par l'ingénieur écossais William Murdoch dans les années 1800 et développé par la suite par la London Pneumatic Dispatch Company. Des systèmes de poste pneumatique sont employés dans plusieurs grandes villes à partir de la deuxième moitié du XIXe siècle. On envisage alors qu'un système de tubes pourrait déposer le courrier dans chaque maison des États-Unis[réf. nécessaire].
Les stations de poste pneumatique relient d'ordinaire les bureaux de poste, les bourses, les banques et les ministères. La France (timbre à date de grand format en 1901) et l'Italie sont les seuls pays à émettre (entre 1913 et 1966) des timbres réservés à la poste pneumatique. L'Autriche, la France et l'Allemagne commercialisent de la papeterie à l'usage des pneumatiques.

La poste pneumatique se développe jusqu'au-delà du milieu du XXe siècle, avant de décliner et disparaître, pour les courriers, face aux nouveaux moyens de communication numériques à la fin du XXe. Ses applications pour des objets restent toutefois toujours d'actualité pour des secteurs spécifiques comme la santé ou la banque, avec des réseaux moins étendus. 

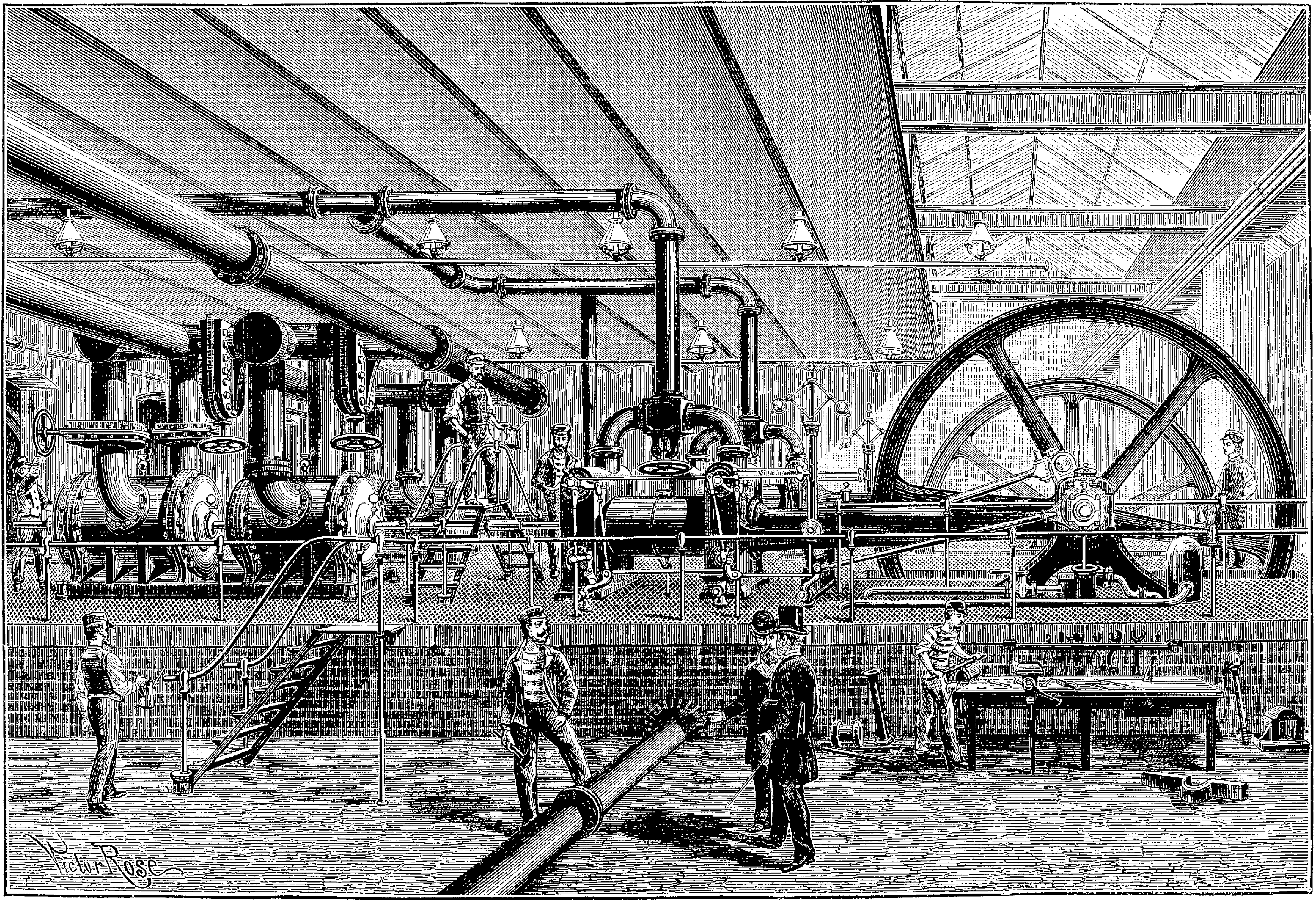
L’usine à vapeur pour la compression de l’air et sa raréfaction, à l’Hôtel des postes, à Paris, 1891
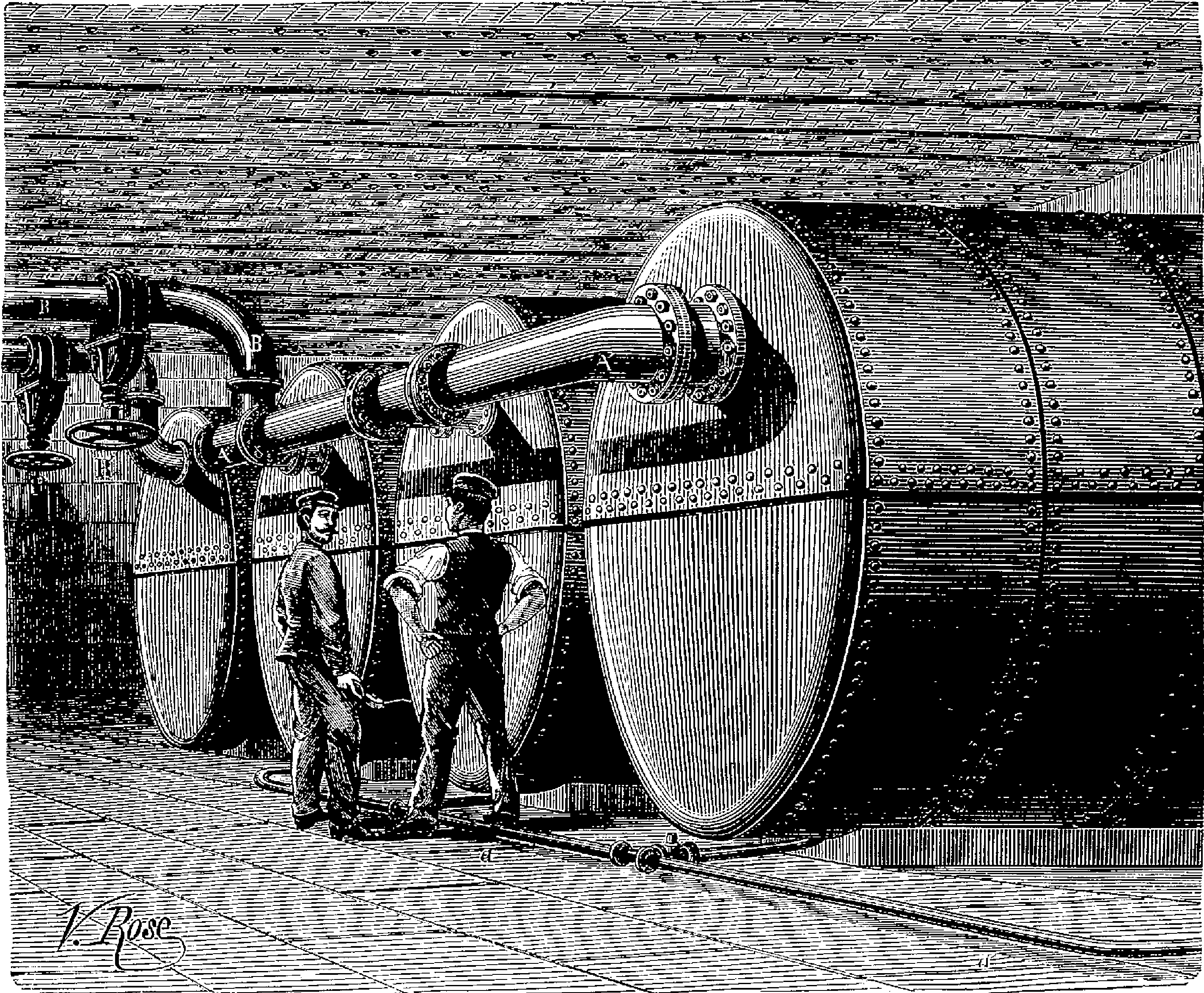
Les réservoirs d’air comprimé et d’air raréfié
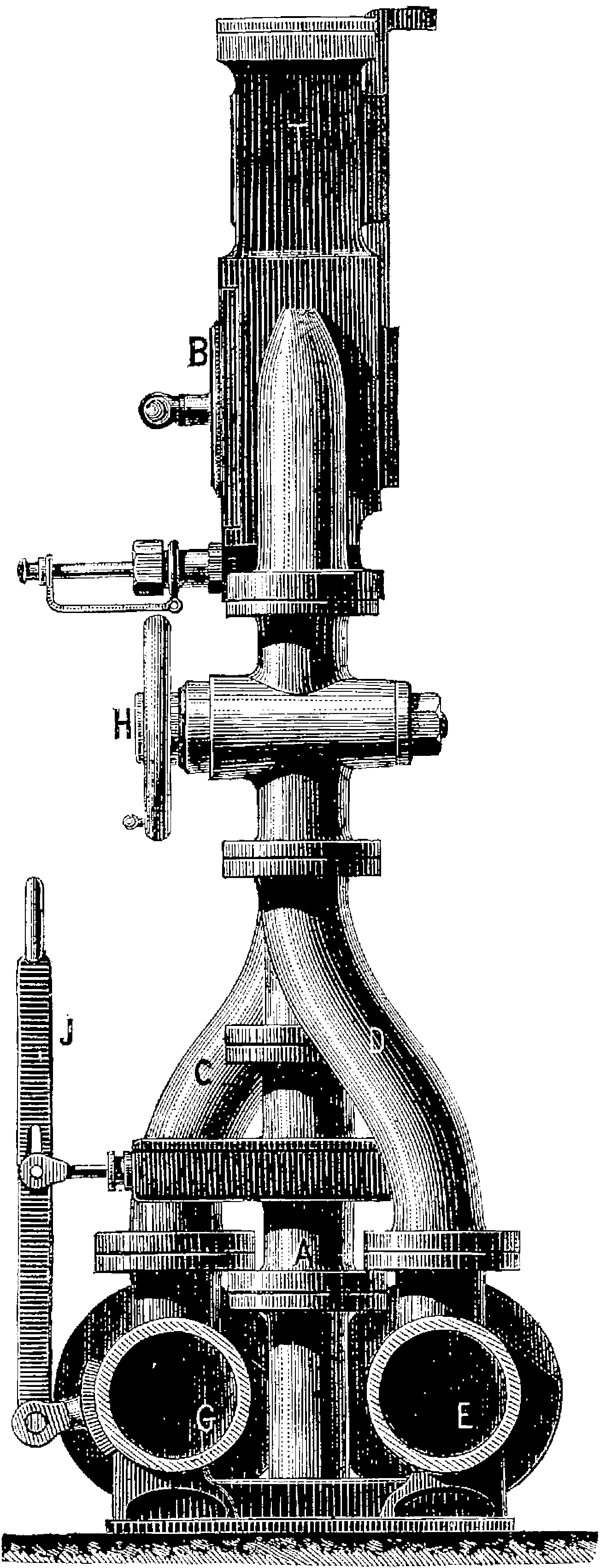
Coupe d’un appareil de la poste pneumatique.
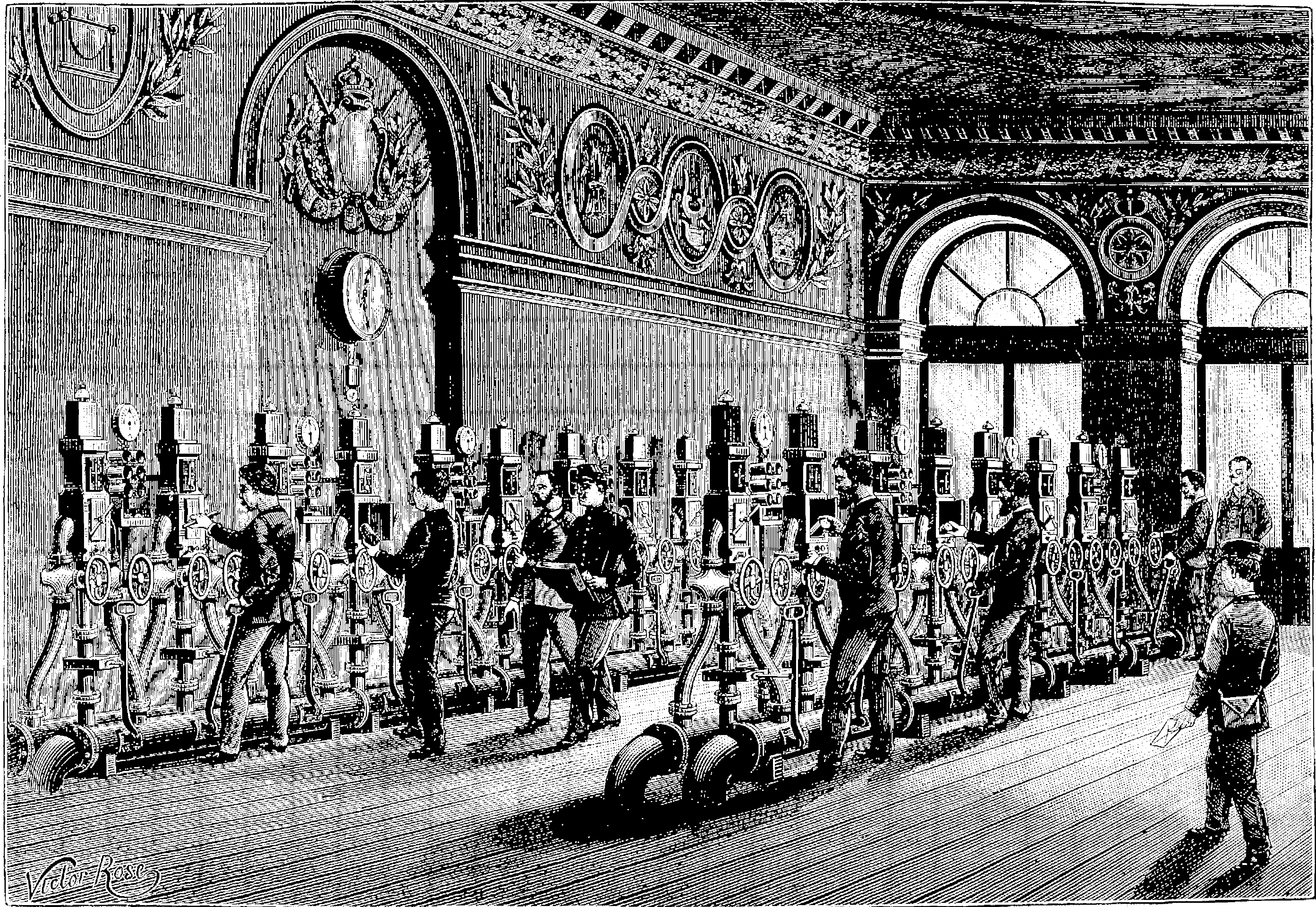
Le bureau de la poste pneumatique de la place de la Bourse, à Paris, 1891

### Chronologie des services de poste pneumatique
- 1853 : liaison entre le London Stock Exchange et la station de télégraphe principale de Londres (une distance de 200 mètres)
- 1864 : liaison à Sydenham sur une ligne souterraine (tube en briques) de 547 m de longueur qui transporte des voyageurs
- 1865 : Berlin — Le réseau Rohrpost (de) de 400 kilomètres au total est en service jusqu'en 1963 dans Berlin-Est et 1976 dans Berlin-Ouest).
- 1866 : Paris — D'abord à l'usage exclusif des administrations, le réseau est ouvert au public en 1879 ; il compte 467 kilomètres au total à partir de 1934 ; il est abandonné le 30 mars 1984 à 17H00.
- 1875 : Vienne — En service jusqu'en 1956.
- 1887 : Prague — Le réseau pneumatique de Prague (en), endommagé et interrompu en 2002 à cause d'une inondation[4], n'est pas remis en service en dépit des annonces faites par son nouveau propriétaire privé[5].
- 1910 : Alger — Le réseau continue à fonctionner quelques années après l'indépendance en 1962.
- 1910 : Marseille — En service jusqu'en 1964.
- autres villes : Munich, Rio de Janeiro, Hambourg, Rome, Naples, Milan, Boston, New York, Philadelphie, Chicago, Saint-Louis, Manchester, Liverpool, Birmingham, Glasgow, Newcastle et Dublin.

### Utilisation actuelle: les réseaux privés

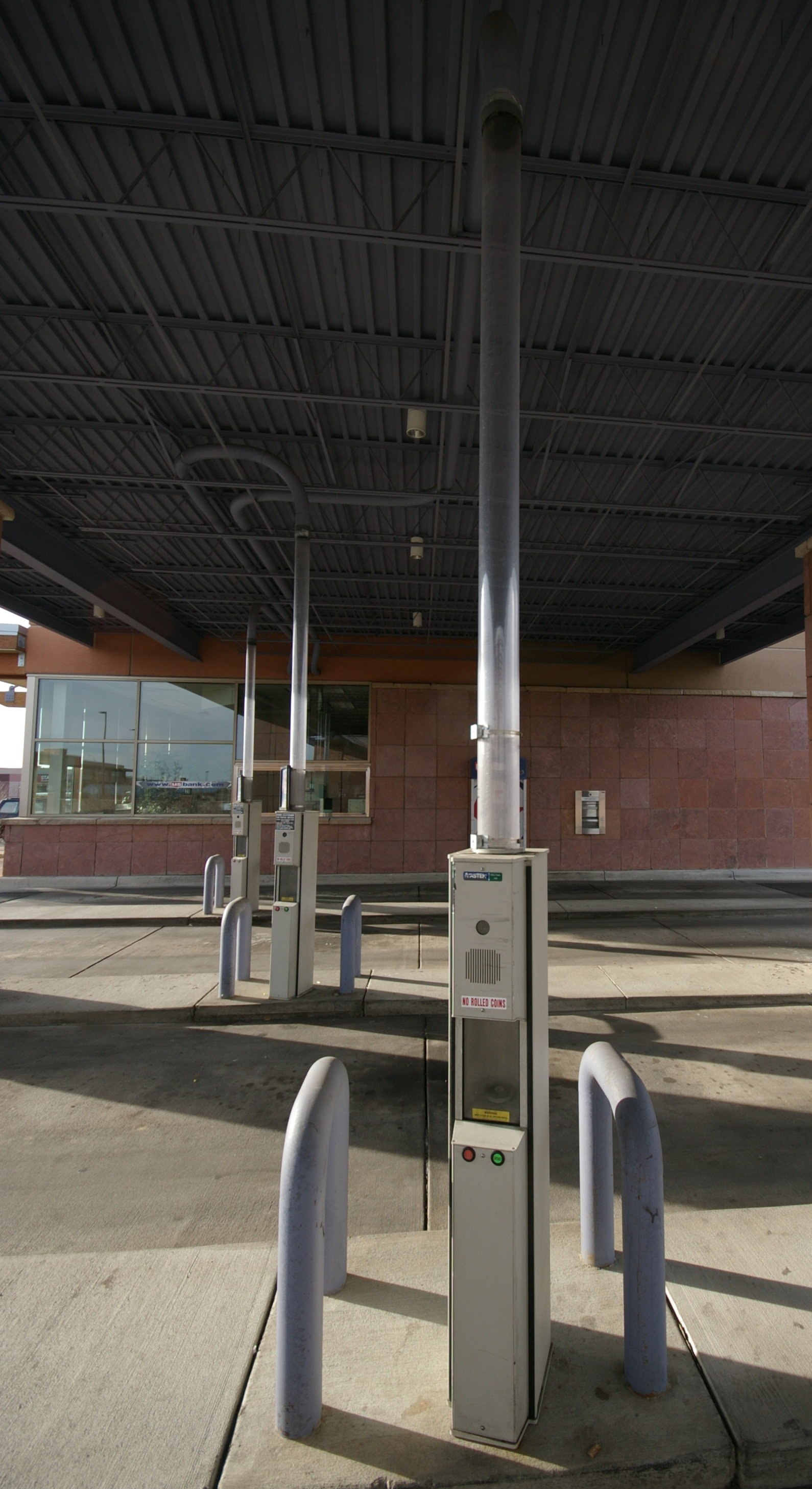
Tubes pneumatiques d’une banque automatique “drive bank”.

Cette technique est toujours employée pour des applications spécifiques au début du XXIe siècle pour transporter de petits paquets et des documents, le plus souvent dans les banques ou les hypermarchés pour les transports de fonds, dans le secteur médical et certaines grandes administrations.
- Des banques drive through (accessibles sans descendre de voiture) utilisent des tubes pneumatiques pour transporter des espèces et des documents entre les voitures et les caissiers.
- Des hôpitaux ont un réseau pneumatique pour transporter des prélèvements, des médicaments, des documents et des spécimens entre les postes internes ou vers des laboratoires[6]. 300 hôpitaux français sont équipés de cette technologie, dont l'hôpital Cochin qui utilise 14 km de réseau[7].
- Des sites industriels les emploient pour transporter des pièces détachées rapidement à travers de vastes sites.
- Des supermarchés et grands magasins emploient des tubes pneumatiques pour transporter des chèques, billets et autres documents depuis les caisses jusqu'à la comptabilité, ou encore pour renvoyer de la monnaie aux caissiers. Ces systèmes affichent des vitesses de 10 à 16 m/s[8],[9].
- Le premier centre de contrôle des missions de la NASA à Houston avait[Quand ?] des tubes pneumatiques reliant les consoles de contrôle aux salles d'assistance au personnel.
- L'Aéroport international de Denver est remarquable pour ses multiples réseaux de tubes pneumatiques, parmi lesquels un réseau de 10 pouces (env. 25 cm) de diamètre, un de 4 pouces (env. 10 cm) pour la billetterie de United Airlines et un réseau renforcé de collecte des sommes versées pour le paiement des parkings qui intègre un terminal dans chaque guérite.

### Projets
En 1818, l'ingénieur anglais Vallanc envisage aussi de les faire servir au transport du fret lourd, et même d'employer des réseaux de tubes pour le transport de passagers dans des chemins de fer atmosphériques. Ces projets ne furent jamais réalisés. En 1888, Michel Verne, fils de Jules Verne, publie une courte nouvelle intitulée « Un Express de l'avenir », traduite en anglais en 1895 sous le titre « An Express of the Future », dans laquelle un tunnel sous vide où circulent des trains express relie la Grande-Bretagne aux États-Unis. En 2013, Elon Musk présente le projet d'Hyperloop qui s'inspire de cette idée pour le transport de passagers à très haute vitesse. Une douzaine d'années plus tard, en février 2025, Musk relance l'idée d'un tunnel sous vide dans lequel des trains à sustentation magnétique pourraient circuler à plus de 4 800 km/h, reliant Londres à New-York en moins d'une heure.

## La poste pneumatique en France

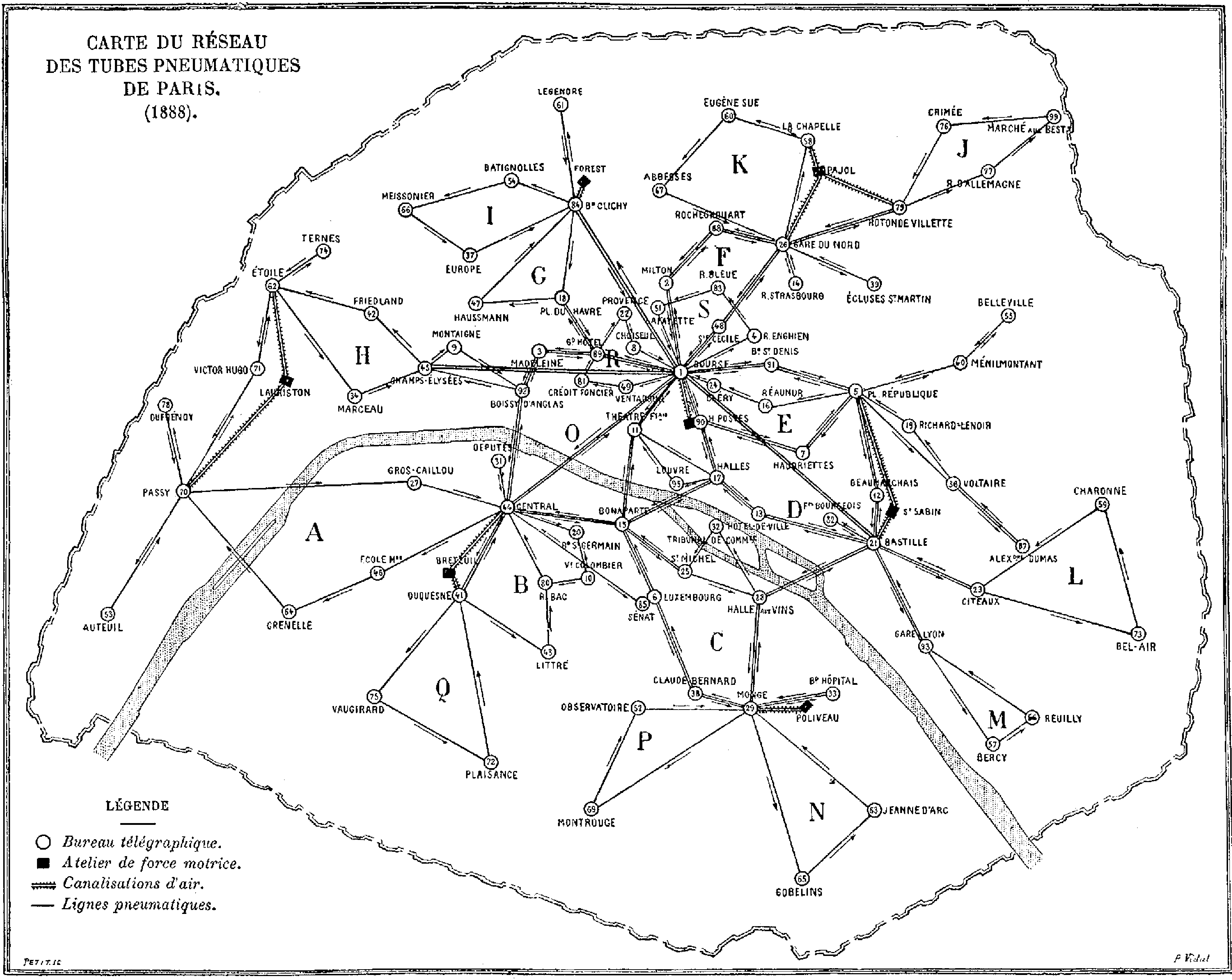
Carte du réseau de la poste pneumatique de Paris en 1888.

Un très important réseau de tubes est développé à Paris à partir de 1866, et est exploité jusqu'au 30 mars 1984. Les débuts du pneumatique sont liés à l'essor de la télégraphie électrique ; le tube pneumatique est tout d'abord utilisé pour relier entre elles rapidement les stations du télégraphe de Paris. En 1867, on crée un premier circuit unidirectionnel reliant les centres télégraphiques de la place de la Bourse et du 103 rue de Grenelle,. Le déploiement du réseau est facilité par l'utilisation des égouts de Paris aménagés par Eugène Belgrand à partir de 1854. Un décret entré en application le 1er mai 1879 ouvre le système aux particuliers, ce qui va provoquer l’essor du réseau que l'on étend à l'ensemble de Paris ainsi qu'à Neuilly. Dans les années 1960, alors au maximum de son extension, le réseau compta environ 450 km de tubes. Tous les bureaux de poste de Paris (plus de 130) y sont reliés.
En outre, à partir de 1881 et jusqu'en 1987 un réseau réservé à la correspondance administrative relia les deux chambres du Parlement, les principaux ministères et certains services de l'État.
En 1910, la ville d'Alger se dote du même type de réseau (l'Algérie était à l'époque un territoire français), puis celle de Marseille (de 1938 jusqu'en 1964), puis celle de Lyon.
La concurrence de nouveaux moyens de communications tels le téléphone puis du télex réduit l'attrait du pneumatique. Le ministère des PTT interrompt le service à Paris le 30 mars 1984.

## Les pneumatiques au cinéma
Les pneumatiques sont souvent utilisés dans les œuvres de fiction et notamment au cinéma.
Dans le documentaire Toute la mémoire du monde d'Alain Resnais (1956), on y voit l'utilisation des pneumatiques à la Bibliothèque nationale.
Dans le film À bout de souffle de Jean-Luc Godard (1960), le journaliste américain raconte à Patricia (Jean Seberg) comment il envoie un pneumatique à « une fille [qu'il] connaît depuis deux ans » pour lui proposer de coucher avec lui ; « trois heures après », il reçoit une réponse par pneumatique. Dans Une femme est une femme du même réalisateur (1961), Alfred raconte à Angela l'histoire d'une fille qui a deux amoureux et qui envoie un pneu à chacun. Croyant s'être trompée, elle court chez l'un puis chez l'autre pour tout leur avouer. Cette histoire est ensuite mise en scène par Godard dans Montparnasse et Levallois, court-métrage inclus dans le film Paris vu par….
Dans Le Corniaud de Gérard Oury (1965), Antoine Maréchal (Bourvil) est très impressionné par les pneumatiques que Léopold Saroyan (Louis de Funès) reçoit dans son bureau parisien.
Dans Baisers volés de François Truffaut (1968), Antoine Doinel envoie à Mme Tabard un pneumatique, dont le réalisateur va filmer le parcours à travers les rues parisiennes.
Dans Brazil de Terry Gilliam (1985), l'administration utilise des tubes pneumatiques. Ces derniers participent à l'esthétique rétro-futuriste de l'œuvre. Dans une scène comique, Sam Lowry, le personnage principal, relie deux tuyaux pneumatiques et détruit son bureau dans un feu d'artifice de paperasses inutiles…
Dans The Shadow de Russell Mulcahy (1994), les agents du Shadow utilisent un réseau de tubes pneumatiques courant dans toute la ville de New-York pour transmettre des missives au Shadow.
Dans Gueule d'amour de Jean Grémillon (1937) avec Jean Gabin.
Dans Paddington (2014), les archives géographiques possèdent un réseau pneumatique interne permettant d'acheminer les documents à la demande des visiteurs.
Dans Futurama (depuis 1999), la population utilise ce moyen pour se déplacer sur de courtes distances.
Dans Bionicle 2 : Les Légendes de Metru Nui (2004), les Matoran utilisent un grand réseau de tubes appelés parfois toboggans ou chutes, permettant de transporter individus et marchandises à travers un flux dans toute la cité.
Dans Logan Lucky  de Steven Soderbergh (2017), les recettes d'argent liquide de la course de NASCAR sont acheminées par tubes pneumatiques.
Dans Brooklyn Nine-Nine, dans l'épisode 8 de la saison 3, des tubes pneumatiques sont utilisés en remplacement du fax.
Dans la série Blacklist (saison 3, épisode 16), le gardien utilise le réseau de tubes pneumatiques pour transporter les secrets.
Dans 1984 (film et roman), deux réseaux de tubes pneumatiques (un pour les messages, l'autre pour les journaux et les travaux faits) desservent les bureaux, dont celui de Winston

## Les pneumatiques dans la bande dessinée
Franquin avec le personnage de Gaston Lagaffe, dans le gag 518 B, présent dans l'album « Un gaffeur sachant gaffer », montre l'utilisation d'un pneumatique chez Spirou ; mais de manière comique.
Dans l'album La Marque jaune de Blake et Mortimer, la revendication de l’enlèvement dans son bureau de Leslie Macomber, rédacteur en chef du Daily mail, est transmise via le réseau pneumatique du journal.